# Манґлісі
Манґлісі (груз. მანგლისი) — даба (містечко) в муніципалітеті Тетрі-Цкаро, Грузія. Одне зі 113 найдавніших міст країни та один з найперших центрів християнства в Грузії. Розташоване в історичному краї Квемо-Картлі, знаходиться на південному схилі Тріалетського хребта, за 56 км на захід від Тбілісі. З кінця XIX сторіччя є гірськокліматичним курортом, з XXI століття в Манґлісі розвивається туризм.

## Етимологія
Сучасну назву містечка виводять від сирійського maggəlā, яке у давньогрузинській мові перетворилось на mangali і означало «серп». Грузинський дослідник Кетеван Кутателадзе припускає, що це пов'язане з давнім культом Місяця, елементи якого можна простежити у віруваннях місцевого населення навіть за доби християнства.

## Історія

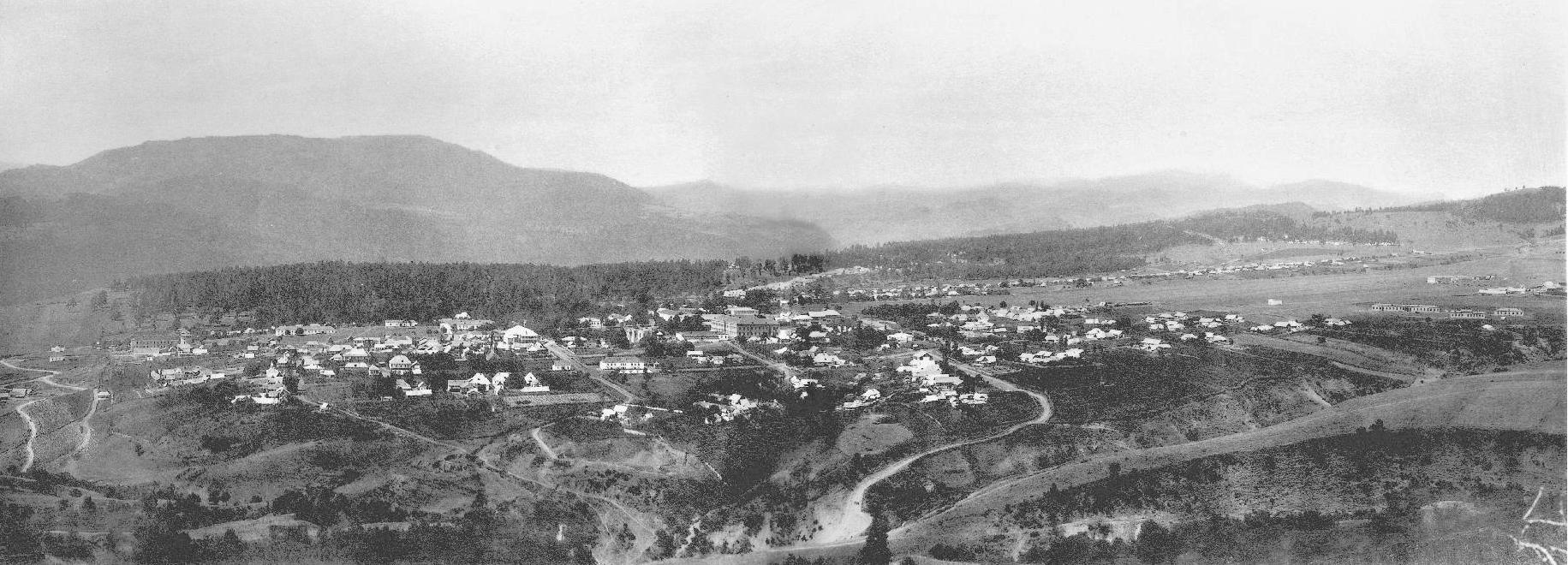
Краєвид Манґлісі в 1891 році.

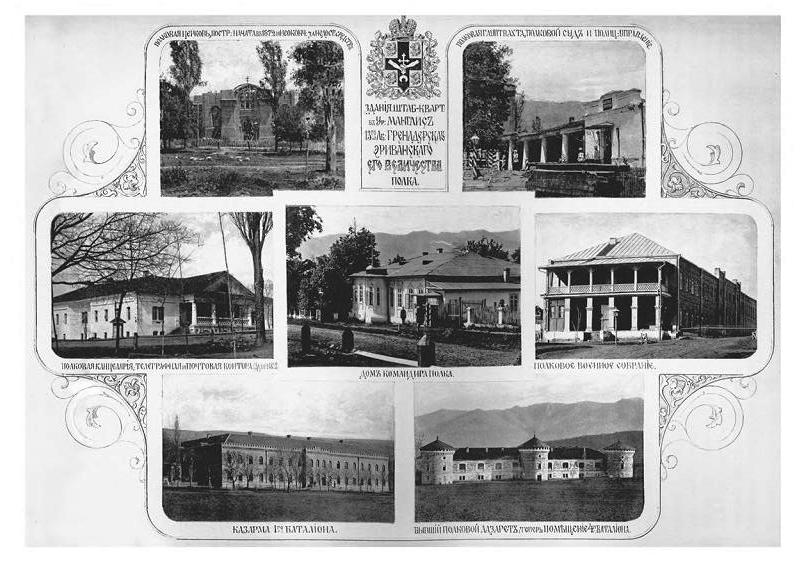
Міські будинки, у яких був розквартирований Еріванський полк у 1892 році.

Розкопки, проведені в околицях Манґлісі, свідчать, що люди оселились у цій місцевості ще за середньої бронзової доби. Перші поселенці були представниками курганної культури. В ущелинах поблизу Манґлісі знайдені пам'ятки пізньої бронзи і ранньої залізної доби. В античну добу на місці сучасного містечка існували два села — Земо і Квемо Одзізі. До цього історичного періоду відносять знахідки давньогрецьких монет із зображеннями звірів і птахів, а також браслет, знайдений у некрополі.
Найдавніші писемні згадки про Манґлісі відносять до IV століття. У грузинській хроніці Картліс Цховреба («Життя Картлі»), авторство якої приписуються історику Леонті Мровелі, Манґлісі згадане разом зі Мцхетою й Ерушеті як одне з найбільших міст тогочасного краю Картлі. Коли грузинський цар Міріан III прийняв християнство, то послав до візантійського імператора Константина I Великого делегацію в намірі привезти до рідного краю реліквії. Єпископ Йоанн Картлійський, виконавши це завдання, перший християнський храм збудував саме у Манґлісі, тим самим засмутивши володаря, який бажав бачити реліквії у своїй столиці Мцхеті. Відтоді Манґліський собор став осередком громадського життя містечка. У V столітті Вахтанг I Горгасалі створив тут окреме єпископство. Протягом майже двох віків до Манґлісі прибували паломники навіть з-за кордону, зокрема, з Вірменії. Розкол між грузинською і вірменською церквами у 607—608 роках поклав край масовому поклонінню, а в 620-х роках імператор Іраклій забрав із Манґліського собору і його головну святиню — частину Животворного Хреста. Після цього Манґліська єпархія і містечко в цілому вступили у період повільного занепаду.
У середині VIII століття долини навколо Манґлісі належали роду Джуаншеріані, одній з гілок династії Хосровідів, пізніше перейшли у власність роду Ліпарітіді. Під час турецької навали околиці селища були розорені, у них майже не залишилось осілого населення, натомість турки-сельджуки випасали тут худобу. В 1121 році на горі Дідгорі, що неподалік Манґлісі, сталася вирішальна битва між грузинським і турецьким військом, яка принесла перемогу корінному народові. Однак вільне життя тривало недовго. Вторгнення Тамерлана в Грузію надовго залишило манґліський край в руїнах. Ще у 1770 році Манґліська єпархія значилась у списку розорених.
Завоювання Кавказу Російською імперією пожвавило життя селища. По-перше, в 1823 році російський генерал Олексій Єрмолов розквартирував у Манґлісі Еріванський 13-й лейб-гренадерський полк. По-друге, в 1850—1862 роках був відреставрований Мангліський собор, який до 18 року залишався полковою церквою. Постійна присутність військових привертала до Манглісі російську інтелігенцію. Сюди приїздили на лікування або просто на відпочинок, рятуючись від літньої спеки Тбілісі. Таким чином з кінця XIX сторіччя Манґлісі починає розвиватись як гірськокліматичний курорт.
На початку XX століття селище знов на короткий час опинилося у центрі військових дій. Саме тут почалося Серпневе повстання, очолюване Кайхосро Чолокашвілі. 29 серпня 1924 року повстанці обстріляли казарми Червоної армії в Манґлісі, однак їхній спротив виявився безрезультатним. Встановлення радянської влади продовжило російську політику «м'якої» окупації Грузії, коли мирному населенню відводили роль обслуги на курортах. 1926 року тодішньому селищу надали статус даби. До 1953 року в Манґлісі збудували декілька санаторіїв, у тому числі туберкульозний. Друга половина XX сторіччя стала періодом найбільшого розквіту як курортної справи, так і економіки Манґлісі загалом. Низка збройних конфліктів на півночі Грузії наприкінці XX — початку XXI століть призвела до відтоку російського населення і зменшення числа жителів містечка. З 2010-х років Манґлісі розвивається вже не тільки як курорт, але й як туристичний центр, де акцент роблять на культурній спадщині Грузії.

## Географія

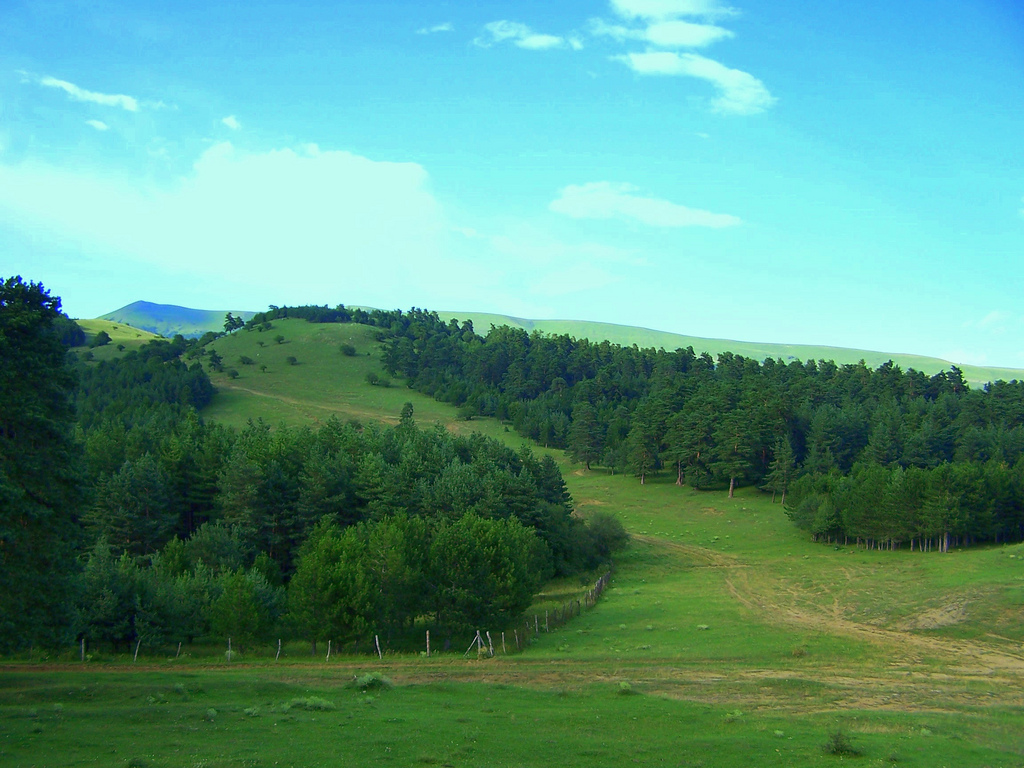
Сучасний краєвид околиць містечка.

Манґлісі розташоване за 56 км на захід від Тбілісі при дорозі Тбілісі — Ніноцмінда. Даба розкинулась на південному схилі Тріалетського хребта на висоті близько 1200 м. Клімат околиць містечка субтропічний. Зима м'яка нетривала (середня температура січня -2 °C), літо тривале, тепле, але не спекотне (середня температура липня 19 °C). В середньому за рік випадає близько 700 мм опадів. На околиці Манґлісі протікає гірська річка Алгеті. Зазвичай мілка, вона стає бурхливою після дощів, літні паводки Алгеті нерідко розмивають навколишні дороги. Також в околицях і в самому містечку є чимало невеликих джерел.

## Населення
Розташування Манґлісі в густонаселеному кавказькому регіоні неподалік від торгових і воєнних шляхів обумовило етнічну розмаїтість його мешканців. Корінне населення давнього селища складали грузини. За античної доби тут жили греки, незначна частка яких залишилась і після зникнення грецьких колоній. Крім них у Манґлісі у різні періоди постійно мешкали вірмени й осетини. З XIX сторіччя у селищі помітно зросла частка російського населення як за рахунок військових, так і за рахунок мирних переселенців (молоканів), деякий час воно навіть становило етнічну більшість. Після Варшавського повстання на Кавказ були відправленні у заслання поляки, частина яких також оселилась у Манґлісі. Крім того, у селищі постійно реєстрували незначну частку євреїв. Значний відтік росіян відбувся під час Південноосетинської війни. Наприклад, перепис 1970 року показав, що у Манґлісі на той час було 75 % грузинів, 12 % росіян, 8 % греків, 3 % вірмен і 2 % інших етнічних меншин (азербайджанців, курдів, євреїв). А в 1999 році основними етнічними групами в Манґлісі були грузини (65 %), греки (14 %) і вірмени (12 %). За віросповідання мешканці Манґлісі також були неоднорідні. Грузини і росіяни разом творили православну більшість, крім них у містечку в різні періоди жили католики, юдеї, мусульмани і послідовники вірменської церкви.

### Відомі особи
Баблоєв Сурен Ісаакович — хоровий диригент, народний артист СРСР. Народився у Манґлісі в 1918 році.

## Економіка

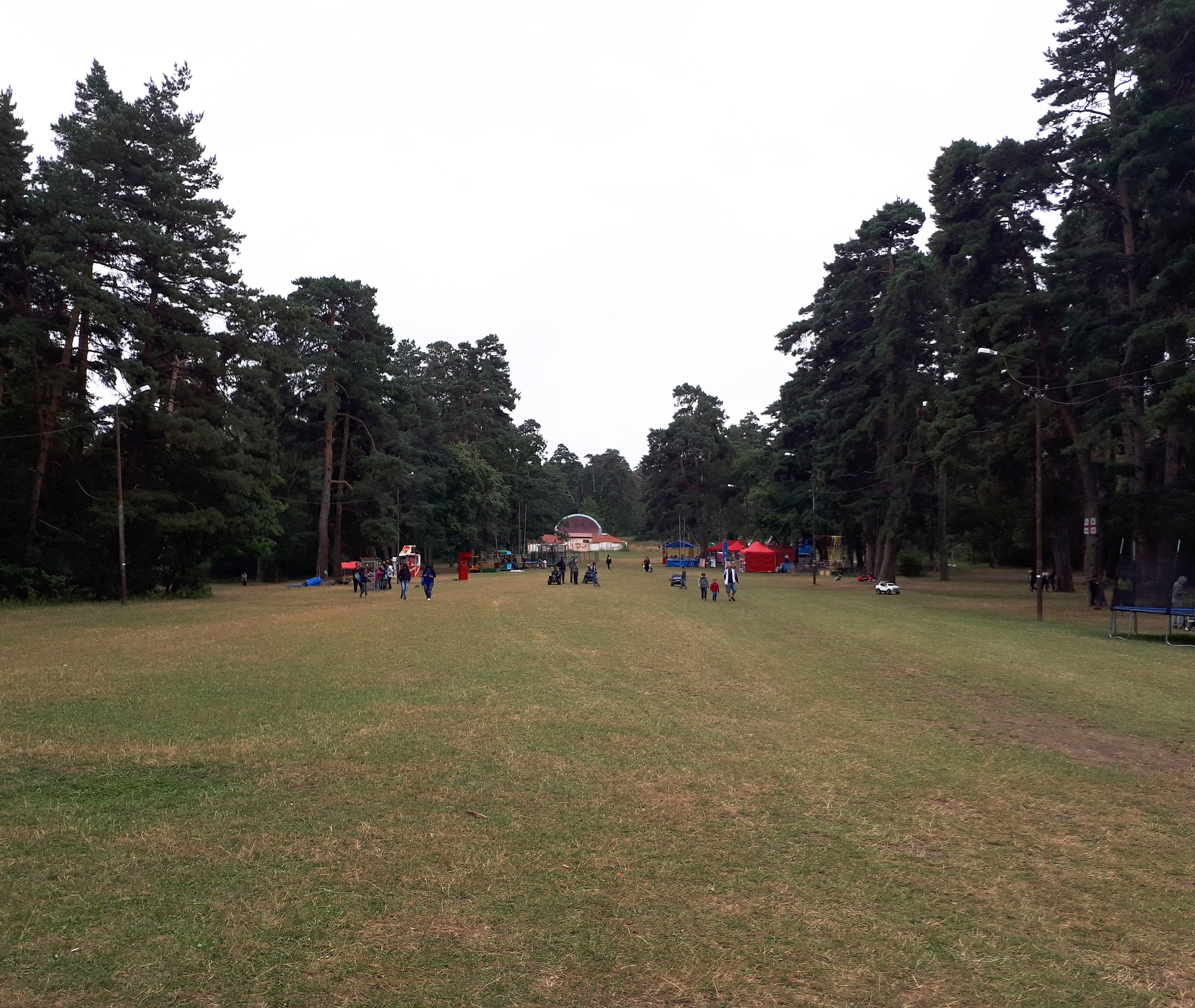
Міський парк.

В давнину основним заняттям місцевого населення було скотарство. Високогірні пасовища та м'який клімат сприяли відгодівлі тварин, тому в горах розводили м'ясну і молочну велику рогату худобу, овець, коней. За радянських часів у Манґлісі діяв радгосп м'ясо-молочного напряму. Ці галузі сільського господарства і зараз присутні в передмістях та околицях Манґлісі, але з кінця XIX століття основна частина власне міщан зайнята у сфері обслуговування, яка охоплювала також і військові підрозділи: у XIX столітті — казарми Еріванського 13-го лейб-гренадерського полку, у XX столітті —радянську військову частину. Розвиток курортної справи сприяв появі тут кількох санаторіїв. Більшість з них спеціалізуються на лікуванні дітей із захворюваннями органів дихання (в тому числі туберкульозом), анеміями, астмою, функціональними розладами нервової системи. Промисловість у містечку представлена лише легкою галуззю, у Манґлісі працює філіал Тбіліської взуттєвої фабрики «Інсанн». В XXI столітті розвиток підприємництва призвів до появи приватних гостинних домів (мініготелів) та інших підприємств, орієнтованих на туристів. Поблизу містечка знаходиться Алгетський національний парк, пам'ятник історії Дідґорський меморіал і кілька етнографічних пам'яток (хрестоподібний валун Кам'яна наречена, печера Арсена).